# DAT/EM Systems International
DAT / EM Systems International là một công ty có trụ sở tại Alaska phát triển các ứng dụng lập bản đồ kỹ thuật số để trích xuất và chỉnh sửa địa hình vector 3D và các đối tượng địa lý từ hình ảnh lập thể và các đám mây điểm. DAT / EM Systems International phát triển các giải pháp cho ngành công nghiệpquang trắc, kỹ thuật & GIS.

## Lịch sử của DAT/EM
Vào giữa năm 1985, ba công ty nhiếp ảnh phương Tây Thái Bình Dương kết hợp các nguồn lực để tạo ra DAT / EM Systems International có trụ sở tại Anchorage, Alaska. Vào mùa xuân năm 1987, DAT / EM Systems International đã sản xuất sản phẩm lập bản đồ kỹ thuật số đầu tiên của mình. Sản phẩm đầu tiên cho phép phần mềm AutoCAD chấp nhận đầu vào dữ liệu tọa độ 3D từ một thiết bị vẽ lập thể tương tự. Một giao diện tương tự như phần mềm CAD MicroStation, cũng như hỗ trợ cho các máy vẽ lập thể phân tích.
Hệ thống DAT/EM ngay lập tức chuyển giao giao diện máy vẽ lập thể tương tự và các dịch vụ hỗ trợ của mình sang thị trường toàn cầu và trở thành một người dẫn đầu trong ngành công nghiệp quang trắc kỹ thuật số toàn cầu. Tại Hội nghị ASPRS năm 1999 tại Portland, Oregon, DAT / EM đã phát hành thiết bị vẽ lập thể kỹ thuật số toàn diện đầu tiên, máy trạm stereo kỹ thuật số mềm Summit PC. Sử dụng kiến thức thu được từ việc thiết kế Summit PC, DAT / EM Systems đã tiến lên phía trước để tạo ra sản phẩm nổi tiếng 3D stereoplotter, Summit Evolution.
Ngoài việc làm việc với các hình thức phát triển của các giao diện AutoCAD và MicroStation, Summit Evolution có khả năng số hoá và chỉnh sửa 3D với các sản phẩm ArcGIS và Blue Marble Global Mapper của ESRI. Khả năng này đã các sản phẩm phần mềm DAT / EM tham gia vào thị trường GIS. Vì DAT / EM Systems cung cấp các giải pháp khách hàng về hình ảnh và GIS, điều này đã làm tăng số lượng người dùng cho hệ thống Summit Evolution trên toàn thế giới.
Từ năm 1985, DAT / EM đã phát triển từ một công ty nhỏ Alaskan thành một mạng lưới đại lý quốc tế bao gồm hai chi nhánh bán hàng và hỗ trợ độc lập: DAT / EM Systems Europe và DAT / EM Systems Indonesia. Trụ sở DAT / EM vẫn còn ở Anchorage, Alaska.

## Công nhận và tham gia cộng đồng
Năm 1993, DAT / EM Systems International được trao Giải thưởng Nhà xuất khẩu quốc tế của năm Alaska, bây giờ được gọi là Giải thưởng Sao Bắc đẩu của Thống đốc Alaska về Xuất sắc Quốc tế. Giải thưởng được trao cho các công ty ở bang Alaska, những người có khối lượng phân phối hàng hóa lớn trên toàn thế giới. Trong năm 2014, DAT / EM Systems International đã giành được giải thưởng một lần nữa vì những đóng góp của mình cho Alaska và phân phối hàng hóa và dịch vụ trên toàn thế giới. Vào năm 2004, DAT / EM đã tặng ba hệ thống lập bản đồ Summit Evolution cho Đại học Alaska Anchorage Geomatics Department ở Khoa Kỹ thuật để cung cấp cho sinh viên địa phương quyền truy cập vào các thiết bị tốt nhất và các công nghệ mới nhất. Để công nhận sự đóng góp, Hiệu trưởng Elaine Maimon đã tổ chức một buổi lễ vào thứ Sáu, ngày 22 tháng 4 năm 2005. Lễ kỷ niệm được tổ chức cùng với bằng Cử nhân mới về Chương trình Kỹ thuật tại UAA.
Sản phẩm DAT / EM và tổng quan về công ty được tìm thấy trong một số ấn phẩm thế giới. Chỉ trong năm 2014, các sản phẩm DAT / EM và các bài báo của công ty đã xuất hiện trong GeoSpatial World, GeoInformatics, xyHt Magazine,...

## Hiện tại và tương lai
Hiện nay, với hơn 500 khách hàng tại hơn 70 quốc gia, DAT / EM Systems tiếp tục phát triển và triển khai phần mềm trong các ngành công nghiệp bản đồ số và GIS và luôn cam kết thay đổi với những thay đổi và tiến bộ công nghệ.

## Sản phẩm và hỗ trợ DAT / EM
Các sản phẩm DAT / EM bao gồm một bộ công cụ lập bản đồ hoàn chỉnh bao gồm các tùy chọn phần mềm và phần cứng. DAT / EM cũng là một phần của chương trình DELL PartnerDirect và thông qua nó cung cấp các sản phẩm máy tính tương thích được cấu hình để hoạt động tốt nhất với phần mềm và phần cứng DAT / EM. DAT / EM cung cấp hỗ trợ kỹ thuật với việc mua phần mềm DAT / EM. Hỗ trợ bao gồm quyền truy cập vào nâng cấp phần mềm, hỗ trợ kỹ thuật và diễn đàn hỗ trợ.

### Phần mềm DAT/EM

#### Summit Evolution
Summit Evolution cung cấp một bộ công cụ để trích xuất thông tin 3D từ hình ảnh lập thể. Có bốn cấp độ của Evolution Evolution: Professional, Feature Collection, Lite, Mobile.

#### Summit UAS
Summit UAS cung cấp các công cụ để phân tích dữ liệu UAS bằng cách xem, vẽ, chỉnh sửa và xác định các tính năng 3D.

#### LandScape
LandScape chỉnh sửa các đám mây điểm địa hình lớn, bao gồm LiDAR và cung cấp các công cụ để phân loại và xem âm thanh nổi, sửa đổi điểm và tạo dữ liệu mới dựa trên các điểm.

#### Capture
Capture hoạt động như một giao diện giữa Summit Evolution và AutoCAD, MicroStation, ArcGIS hoặc Global Mapper.

#### MapEditor
MapEditor tăng cường năng suất cho việc chỉnh sửa vectơ và xử lý hàng loạt tự động trong AutoCAD hoặc MicroStation.

#### Ortho+Mosaic
Ortho + Mosaic là mô-đun dữ liệu hình ảnh cho Summit Evolution. Các công cụ bao gồm biên tập đường nứt, điều chỉnh màu sắc và cân bằng, và quản lý dự án Summit.

#### Airfield3D
Airfield3D là một công cụ lập bản đồ tuân thủ tiêu chuẩn để phát hiện các vật cản không gian với ArcGIS.

#### Contour Creator
Contour Creator xây dựng TIN và đường nét chất lượng bản đồ. Trình hiển thị địa hình của Summit Evolution thêm phản hồi thời gian thực trong khi chỉnh sửa mô hình địa hình.

### Phần cứng DAT/EM
Bàn phím DAT / EM là bàn phím cảm ứng được sử dụng làm phụ kiện cho các sản phẩm phần mềm DAT / EM hoặc như một chất tăng cường năng suất cho các sản phẩm của bên thứ ba.
'Màn hình cảm ứng' từ DAT / EM là màn hình LCD có giao diện xúc giác tích hợp. TouchScreen cho phép các người vận hành nhanh chóng thay đổi chuỗi lệnh trong quá trình biên dịch bản đồ.
DAT/EM KeyPad Advantage™ là một ứng dụng KeyPad cho các thiết bị Android và một phần của dòng sản phẩm Bàn phím DAT / EM. Ứng dụng này sử dụng bất kỳ thiết bị máy tính bảng nào chạy hệ điều hành Android và bộ điều hợp Bluetooth® để liên lạc không dây với máy tính để bàn hoặc máy tính xách tay.
HandWheels cung cấp mục nhập tọa độ X, Y, Z. Chúng có thể được điều chỉnh trên ba trục. Người vận hành có thể đặt chiều cao, chiều sâu và góc của tay quay.

## Đối thủ cạnh tranh
- Hexagon - Intergraph: Hexagon Geospatial cung cấp các công cụ hình ảnh cho Phép đạc tam giác, hình ảnh lập thể thực, tạo và chỉnh sửa địa hình, tạo orthomosaic và tính năng 3D khai thác.[4]
- BAE Systems: SOCET SET® của BAE Systems là phần mềm lập bản đồ kỹ thuật số được sử dụng để phân tích quang trắc chính xác và phân tích không gian địa lý.[5]

## Ứng dụng
- Ánh xạ kỹ thuật số
- Kỹ thuật xây dựng dân dụng
- Bản đồ học
- Bảo tồn (đạo đức)
- Lâm nghiệp
- Khai thác mỏ
- Khảo cổ học
- Khoa học môi trường

## Thuật ngữ liên quan
- Xử lý ảnh
- Địa hình học
- Hình ảnh đa hướng
- AutoCAD
- MicroStation
- ArcGIS
- Global Mapper
- Khảo sát xây dựng
- SuperMap